# Lavrania
Lavrania là chi thực vật có hoa trong họ Apocynaceae.